# Michał Bąkiewicz

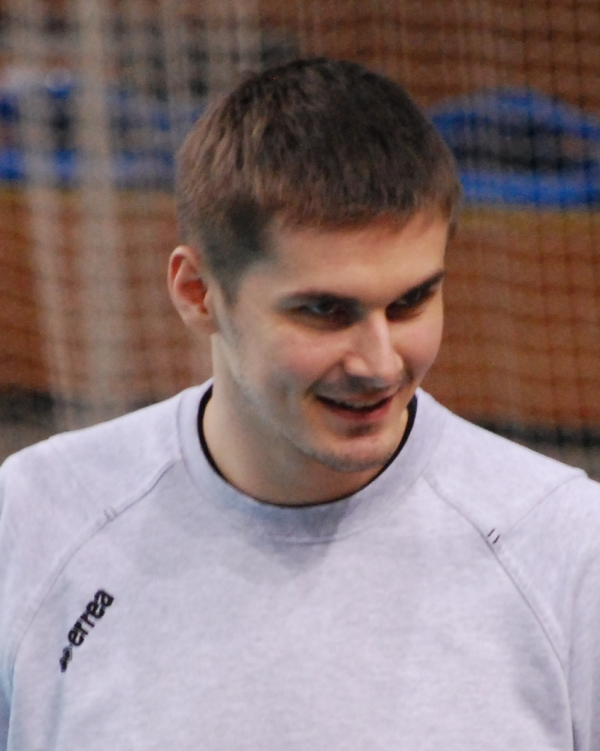
Michał Bąkiewicz (2010)

Michał Bąkiewicz (* 22. März 1981 in Piotrków Trybunalski) ist ein polnischer Volleyballspieler.
Michał Bąkiewicz begann bereits im Grundschulalter mit dem Sport. Sein Debüt in der polnischen Nationalmannschaft gab er 2001. Verletzungen am Schienbein hinderten ihn aber zunächst an der Teilnahme an großen Turnieren.
2004 erreichte Bąkiewicz mit der Nationalmannschaft bei den Olympischen Sommerspielen in Athen den fünften Platz. Den größten Erfolg als Nationalspieler feierte er 2009, als er mit dem Team bei den Europameisterschaften in der Türkei den ersten Platz erreichte. 2001 holte Bąkiewicz bei der EM in Österreich und Tschechien die Bronzemedaille.
Michał Bąkiewicz spielt derzeit beim polnischen Meister Skra Bełchatów.